# ادریس فتوحی
ادریس فتوحی (انگلیسی: Driss Fettouhi؛ زادهٔ ۳۰ سپتامبر ۱۹۸۹) بازیکن فوتبال اهل مراکش است.
از باشگاه‌هایی که در آن بازی کرده‌است می‌توان به باشگاه فوتبال عجمان امارات و باشگاه فوتبال لو آور اشاره کرد.
وی همچنین در تیم ملی فوتبال زیر ۲۳ سال مراکش بازی کرده‌است.